# Parque nacional Glaciares de Santiago
El Parque nacional Glaciares de Santiago es un área natural protegida en la alta cordillera de los Andes en el extremo nororiente la Región Metropolitana de Santiago, en Chile. Considera una superficie de 75 114 hectáreas en las cuencas superiores de los ríos Olivares y Colorado, administrativamente en la comuna de San José de Maipo.

## Descripción
El parque nacional se encuentra a 60 km del centro de la ciudad de Santiago y sobre los 3.600 metros de altura. Debe su nombre a los 368 glaciares que contiene, abarcando una superficie total de unos 20 850 hectáreas, resaltando los glaciares Olivares Gamma, Juncal Sur y Volcán Tupungatito, y se caracteriza por tener un relieve de alta montaña, irregular, con diversas formas originadas por procesos volcánicos, glaciales y gravitacionales.
Su objetivo general de preservación es asegurar la protección del sistema cordillerano de las cuencas superiores de los ríos Olivares y Colorado, parte de la cuenca del río Maipo, así como de sus cuerpos glaciares, como reservorios de agua estratégicos para la Región Metropolitana. Los glaciares protegidos están seriamente amenazados por el cambio climático.
En la zona de las cuencas protegidas por el parque nacional, existe una diversidad geológica representada por formaciones de rocas jurásicas de origen marino y rocas volcánicas y plutónicas del Cenozoico, destacando las formaciones geológicas Lo Valdés, Río Damas, Abanico y Colimapu.

## Biodiversidad
Al tratarse de alta montaña, la vegetación es escasa y corresponde a especies herbáceas que no superan los 30 centímetros de altura, destacando la presencia dominante de coirones y subarbustos bajos o hierbas en sectores pedregosos con alguna humedad. Las principales especies que se identifican en el área del parque son de los géneros Nassauvia (N. lagascae y N. pinnigera), Senecio (S. subdiscoideus y S. clarioneifolius) y Junellia, (J. trifurcata y J. uniflora).
Respecto a la fauna, destacan 35 especies de vertebrados terrestres, con aves como el cóndor, el águila chileno, el piuquén, el pato cortacorriente y el halcón peregrino; algunos anfibios como el sapo espinoso; y entre los mamíferos el zorro colorado, el puma, el guanaco, el colocolo y el quique.

## Historia
En octubre de 2015, la presidenta Michelle Bachelet anunció la creación de un Parque Nacional en el sector de río Olivares, pero la iniciativa no prosperó. Meses antes el Seremi Metropolitano de Bienes Nacionales suscribió un contrato con la Fundación Sendero de Chile para concesionar por veinte años 116,50 hectáreas del sector y otras áreas adicionales de 96 hectáreas, para administrar la ruta hacia el Gran Salto, uno de los principales atractivos turísticos del predio. Sin embargo, el contrato fue cancelado.
En marzo de 2019, el Ministerio de Bienes Nacionales recuperó de manos del Ejército 70 mil hectáreas del fundo Río Colorado, y al mes siguiente, una decena de ONG medioambientales constituyeron la organización Queremos Parque, abogando por que ambos predios conformaran un gran parque nacional para la conservación de la cordillera andina metropolitana. Ese mismo año, la Asociación de Municipalidades Parque Cordillera ingresó una solicitud de concesión al Ministerio de Bienes Nacionales del fundo Río Colorado, considerado como Bien Nacional Protegido desde 2010. Solicitaban administrar el lote durante treinta años para desarrollar un “parque natural”, aduciendo que habría financiamiento para la iniciativa de parte de la minera Anglo American. Ello encendió las alarmas en organizaciones medioambientales, pues la compañía, que opera la Mina Los Bronces en la precordillera santiaguina, posee desde 2009 diversas concesiones de exploración y explotación minera en el predio. Sin embargo, desde Anglo American desmintieron haber ofrecido financiamiento para la iniciativa de las municipalidades. En enero de 2020, la Asociación ingresó una nueva solicitud de concesión por un predio en el sector El Alfalfal, para administrar la ruta «Mirador de los Cóndores».
Hacia 2020, la iniciativa #QueremosParque reunía a más de 150 organizaciones y 190 mil firmas ciudadanas. Con apoyo del Senado y de la Cámara de Diputados, pide la creación de un Parque Nacional de 142 mil hectáreas en ambos predios fiscales, dentro de los estándares internacionales de la Unión Internacional para la Conservación de la Naturaleza. El 18 de marzo de 2021, el Ministerio del Medio Ambiente convocó una mesa de trabajo para la creación de un parque nacional en el río Olivares, integrada por las carteras de Bienes Nacionales y Agricultura, así como por CONAF, la Subsecretaría de Turismo y el Servicio Agrícola y Ganadero.
La creación de un parque nacional en los predios fue anunciada por el presidente Sebastián Piñera el 6 de marzo de 2022, a pocos días de dejar el cargo; sin embargo, tanto el Gobierno Regional Metropolitano de Santiago como diversas organizaciones de la sociedad civil calificaron como insuficiente el anuncio para la protección efectiva del ecosistema cordillerano. El gobernador Claudio Orrego señaló que «es cuestionable el polígono propuesto para el nuevo Parque Nacional Glaciares de Santiago, porque es solo la mitad de lo que se necesita proteger en la zona (...) 75 mil hectáreas de un total de 142 mil no son suficientes para cuidar el medio ambiente y la biodiversidad que allí existe, sobre todo tomando en consideración que todo el polígono se encuentra sobre la cota 3.600 (msnm), dejando en desprotección a la flora y fauna del lugar». Asimismo, criticó las dificultades para acceder al parque. Organizaciones civiles como Acceso Panam, Fundación Plantae y ONG Regenera, manifestaron que, si bien celebraban el anuncio del presidente Piñera, «se ha dejado sin protección las 66.886 hectáreas de la propiedad fiscal ubicadas por debajo de los 3.600 m.s.n.m. con la promesa de incluirlas al nuevo parque nacional en una segunda etapa». Desde el movimiento ciudadano #QueremosParque, señalaron que esa área, a altitudes más bajas, contiene otros ecosistemas y permitir el acceso a la ciudadanía.
Finalmente, el 16 de agosto de 2023, el Diario Oficial publicó el Decreto Nº 25 del Ministerio de Bienes Nacionales, que creó el “Parque Nacional Glaciares de Santiago”.